# New Rockford
La ville de New Rockford est le siège du comté d’Eddy, dans l’État du Dakota du Nord, aux États-Unis. Sa population, qui s’élevait à 1 391 habitants lors du recensement de 2010, est estimée à 1 339 habitants en 2019.

## Histoire
La ville a été fondée en 1883 à l’époque de l’arrivée du Great Northern Railway. En 1915, les habitants de New Rockford ont tenté sans succès que leur ville devienne la capitale de l’État à la place de Bismarck.

## Démographie
| 1920  | 1930  | 1940  | 1950  | 1960  | 1970  |
| ----- | ----- | ----- | ----- | ----- | ----- |
| 2 111 | 2 195 | 2 017 | 2 185 | 2 177 | 1 969 |

| 1980  | 1990  | 2000  | 2010  | - | - |
| ----- | ----- | ----- | ----- | - | - |
| 1 791 | 1 604 | 1 463 | 1 391 | - | - |

## Climat
Selon la classification de Köppen, New Rockford a un climat continental humide, abrégé Dfb sur les cartes.

## Personnalité liée à la ville
L’astronaute James Buchli est né à New Rockford en 1945.

## Galerie

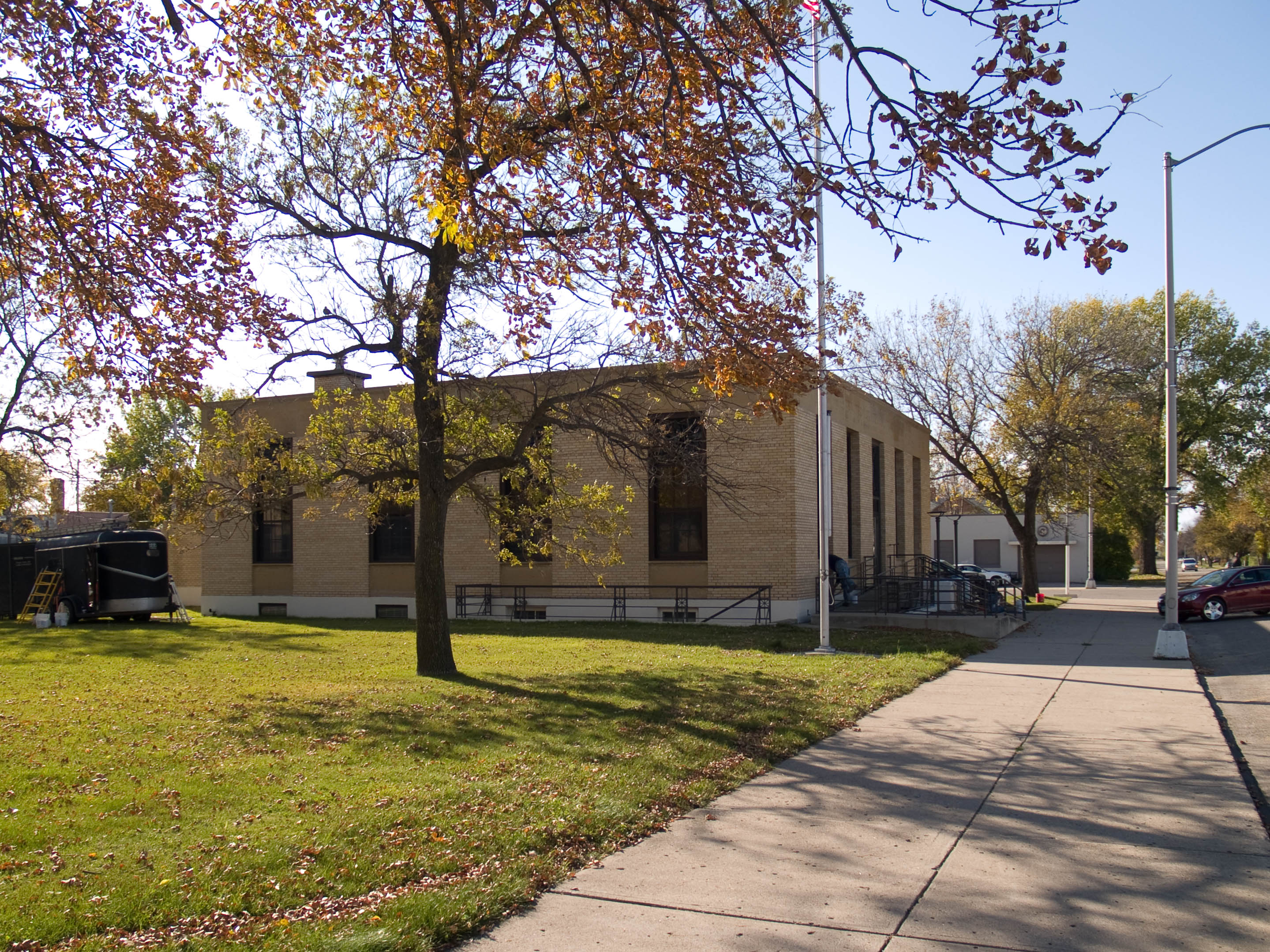
Le bureau de poste